# Bitwa pod Knihyniczami
Bitwa pod Knihyniczami – walki polskiego 5 pułku ułanów z oddziałami sowieckiej 8 Dywizji Kawalerii Czerwonych Kozaków w czasie ofensywy jesiennej wojsk polskich w okresie wojny polsko-bolszewickiej.

## Sytuacja ogólna
Realizując w drugiej połowie sierpnia 1920 operację warszawską, wojska polskie powstrzymały armie Frontu Zachodniego Michaiła Tuchaczewskiego. 1 Armia gen. Franciszka Latinika zatrzymała sowieckie natarcie na przedmościu warszawskim, 5 Armia gen. Władysława Sikorskiego podjęła działania ofensywne nad Wkrą, a ostateczny cios sowieckim armiom zadał marszałek Józef Piłsudski, wyprowadzając uderzenie znad Wieprza. Zmieniło to radykalnie losy wojny. Od tego momentu Wojsko Polskie było w permanentnej ofensywie.
Po wielkiej bitwie nad Wisłą północny odcinek frontu polsko-sowieckiego zatrzymał się na zachód od linii Niemen – Szczara. Na froncie panował względny spokój, a obie strony reorganizowały swoje oddziały. Wojska Frontu Zachodniego odtworzyły ciągłą linię frontu już 27 sierpnia. Obsadziły one rubież Dąbrówka – Odelsk – Krynki – Grodno – Grodek Kamieniec Litewski. Stąd Tuchaczewski zamierzał w przeprowadzić koncentryczne natarcie na Białystok i Brześć, by dalej ruszyć na Lublin. Uderzenie pomocnicze na południu miała wykonać między innymi 1 Armia Konna Siemiona Budionnego.
Reorganizując siły, Naczelne Dowództwo Wojska Polskiego zlikwidowało dowództwa frontów i rozformowało 1. i 5. Armię. Na froncie przeciwsowieckim rozwinięte zostały 2., 3., 4. i 6. Armie.
Gdy na północy rozgrywała się wielka bitwa nad Wisłą, na południu 3. i 6 Armia prowadziły w dalszym ciągu ciężkie walki w obronie Lwowa, nad Bugiem i Gniłą Lipą.
Po zwycięskich walkach z 1 Armią Konną pod Zamościem i Komarowem polskie Naczelne Dowództwo zaczęło na południowym odcinku frontu przygotowania do oswobodzenia Galicji Wschodniej i Wołynia. Przed przystąpieniem do działań zaczepnych postanowiono podjąć siłami 3 Armii jeszcze jedną próbę rozbicia sowieckiej 1 Armii Konnej. 5 września koncentryczne natarcie na Hrubieszów rozpoczęły główne siły 3 Armii: od południowego zachodu uderzyła 13 Dywizja Piechoty i 1 Dywizja Jazdy, od zachodu 2 Dywizja Piechoty Legionów, a od północy 9 Dywizja Piechoty.
Pd 4 do 8 września 1 Brygada Jazdy opóźniała marsz sowieckiej 8 Dywizji Kawalerii Czerwonych Kozaków ze składu 1 Armii Konnej Siemiona Budionnego na Chodorów.

## Walki podKnihyniczami
5 września pod Knihyniczami ubezpieczenia 8 Dywizji Kawalerii weszło w kontakt ogniowy z 1 szwadronem 5 pułku ułanów por. Franciszka Podhorskiego.
Polscy ułani odparli atak i sami przeszli do natarcia zmuszając Kozaków do odwrotu.
Przeciwdziałanie Sowietów było jednak na tyle skuteczne, że otoczyli oni atakujący polski szwadron, a w wyniku szarży polegli wszyscy oficerowie szwadronu. Jednak ułani pod dowództwem podoficerów z plutonowymi Jakubowskim i Wasiutyńskim na czele przebili się przez pierścień kozacki, zabierając ze sobą poległych i rannych.
Wycofując się 1/5 p.uł. połączył się z kontratakującym 3/5 p.uł. wzmocnionym 3 baterią 1 dywizjonu artylerii konnej i zmontowane w ten sposób zgrupowanie zatrzymało pościg nieprzyjaciela.
Wieczorem, na rozkaz dowódcy brygady, pułk przeszedł do Chodorowa za rzekę Ług.
Komunikat prasowy Sztabu Generalnego z 6 września 1920 donosił:

W Małopolsce nieprzyjaciel, zasilony świeżemi uzupełnieniami, w ciągu dn. 5 b. m. parokrotnie szturmował nasze pozycje, dążąc uporczywie do zepchnięcia nas z linji Bugu i Gniłej Lipy, Wywiązały się ostre walki pod Parchaczem, Buskiem, Krasnem, Śniatyneniem i Knihiniczami. Oddziały nasze, przechodząc do ciągłych kontrataków, zadały nieprzyjacielowi dotkliwie straty.